# パウリ効果

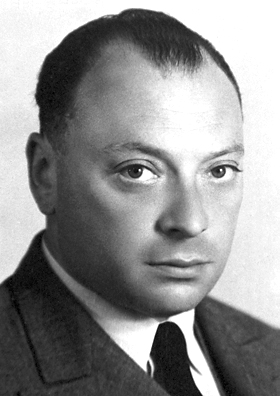
ヴォルフガング・パウリ（1945年）

パウリ効果（パウリこうか、英: Pauli effect）は、物理学界における古典的なジョークの一つ。
理論物理学者ヴォルフガング・パウリ（1900年 - 1958年）は実験が不得手で、機材をよく壊していた。時には、彼が装置に触れただけで実験機材が壊れたり、近付いただけで壊れたりするという現象も起きた。これにちなんで、機械装置・電子装置を問わず、ある人物がその装置に触れただけで、あるいは近くに寄っただけで不可解な壊れ方をした場合、その人物が「装置にパウリ効果を及ぼした」と言うようになった。
マーカス・フィルツは「パウリ効果」について、「ユングが考案した共時的現象として理解すると、大変道理にかなっているように思う」と述べている。

## パウリをめぐる逸話
パウリの友人でもあった物理学者のオットー・シュテルンはこの効果を恐れ、パウリを自分の実験室に入れたがらなかった。ニールス・ボーアはパウリ効果を利用し、研究所で実験が失敗したときは、いつもパウリが原因だとした。
パウリ自身も自分の実験の不得手さは自覚していて、「パウリ効果」についても認めていた。

### 実例
- ヴァルター・ハイトラーの講義を聞いていたパウリは、その内容に不満を持ち、講義が終わると勢いよく演壇に駆け寄った。パウリがハイトラーの座っていた長椅子の反対側に座り詰め寄ると、ハイトラーの椅子の背が壊れた。その場にいたジョージ・ガモフは思わず「パウリ効果だ!」と叫んだ[4]。なお、ガモフがあらかじめ椅子に仕掛けをしていたという説もある。
- ゲッティンゲンの研究所で、実験中に原因不明の爆発事故が起こった。研究員はさっそくパウリを疑ったが、当日パウリは出張で不在だった。しかし後に、パウリはその日別の場所へと列車で移動中で、爆発が起こった時間ちょうどゲッティンゲンの駅に停車中だったことが明らかになった[5]。この話はパウリ効果の中でも最も有名なものである。
- ある日パウリはハンブルクの天文台の見学に誘われた。はじめは「望遠鏡は高価だから」と断ったが、周囲の説得により同行することにした。案の定、パウリがドーム内に入ると、大きな音がして望遠鏡の蓋が落ち粉々になった[6]。
- ある歓迎会において、主催者がパウリ効果を実演させようと、パウリが部屋に入った時にシャンデリアが落ちるという仕掛けをあらかじめ仕込んでおいた。しかし、パウリが来たときにシャンデリアが落ちることはなかった。その仕掛け自体が壊れて作動しなくなったのである[7]。